# مهیب (آلبوم لاتویا جکسون)
مهیب (انگلیسی: Formidable) موسیقی متن نمایشی است که در مولن روژ در پاریس، فرانسه توسط خواننده آمریکایی لاتویا جکسون اجرا شد. تنها ۳۰۰۰ نسخه از آن ساخته شد و این آلبوم به یکی از محبوب‌ترین آلبوم‌های طرفداران او تبدیل شده است.

## منبع
1. ↑  Cohen، Roger (۱۹۹۳-۰۱-۲۹). «Paris Journal; Today's Lament: Where's Yesteryear's Gay Paree?» (به انگلیسی). The New York Times. شاپا 0362-4331. دریافت‌شده در ۲۰۲۳-۰۲-۰۹.